# 比利亞基

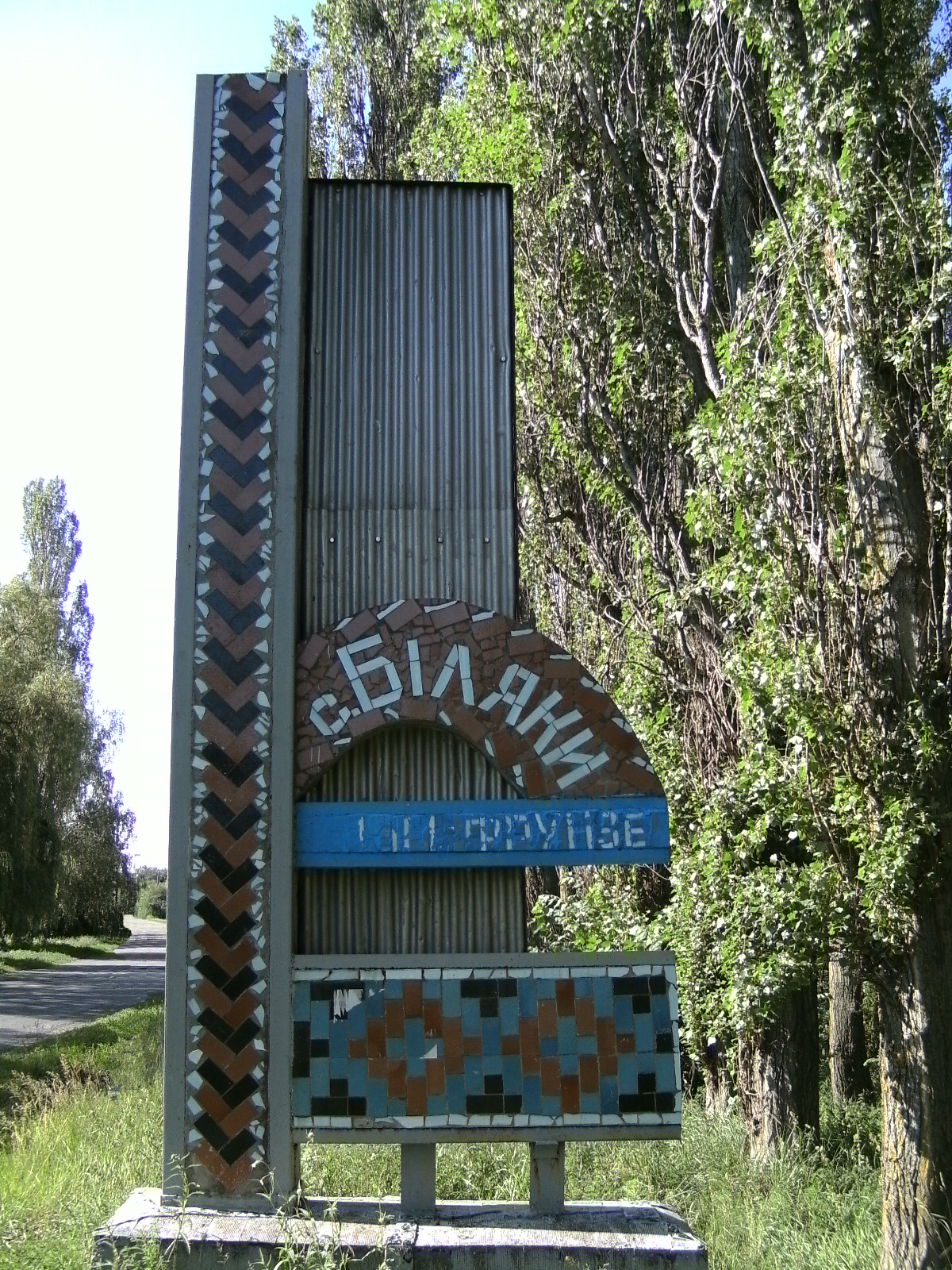

比利亞基（羅馬化：Biliaky）是烏克蘭中部的村落，隸屬波爾塔瓦州的克雷門丘克區。該村處於霍羅爾河左岸，分別距離拉達利夫卡2.5公里和扎伊欽齊3公里，海拔高度87米，2001年人口885。
49°34′51″N 33°25′47″E / 49.58083°N 33.42972°E